# Rivière Petawaga
Pour les articles homonymes, voir Petawaga.
La rivière Petawaga est un affluent du réservoir Baskatong, coulant dans le territoire non organisé du Lac-Marguerite, dans la municipalité régionale de comté (MRC) Antoine-Labelle, dans la région administrative Laurentides, au Québec, au Canada.

## Géographie
La rivière Petawaga coule dans la zone d'exploitation contrôlée de Petawaga. La rivière Petawaga s'alimente au lac Petawaga dont l'embouchure est situé au fond d'une baie longue et étroite du sud-ouest du lac.
À partir de l'embouchure du lac, la rivière coule vers le sud, puis le sud-ouest, sur 8,7 km, en traversant les lacs Ewart (longueur : 2,1 km) et Penny (longueur : 1,5 km). La rivière Petawaga se déverse dans la baie Petawaga du Réservoir Baskatong. La distance est de 2,6 km entre l'embouchure de la rivière Petawaga et l'embouchure de la baie.

## Toponymie
L'hydronyme Petawaga provient de la langue algonquine . Ce terme signifie étendue d'eau d'où le bruit vient jusqu'ici. Cet hydronyme figure sur une carte datée de 1955.
Le toponyme rivière Petawaga a été officialisé le 5 décembre 1968 à la Banque des noms de lieux de la Commission de toponymie du Québec.